# Ilisoa conjugalis
Ilisoa conjugalis är en spindelart som beskrevs av Griswold 200. Ilisoa conjugalis ingår i släktet Ilisoa och familjen Cyatholipidae. Inga underarter finns listade i Catalogue of Life.